# Astrococcus cornutus
Astrococcus es un género monotípico de plantas con flores perteneciente a la familia  Euphorbiaceae. Su única especie: Astrococcus cornutus es originaria de Brasil.

## Taxonomía
Astrococcus cornutus fue descrita por George Bentham y publicado en Hooker's Journal of Botany and Kew Garden Miscellany 6: 327. 1854.